# Chrysomya nigripes
Chrysomya nigripes är en tvåvingeart som beskrevs av Aubertin 1932. Chrysomya nigripes ingår i släktet Chrysomya och familjen spyflugor. Inga underarter finns listade i Catalogue of Life.